# نينا بونير
نينا بونير (بالإنجليزية: Nina Bonner) هي لاعب هوكي الحقل أسترالية، ولدت في 25 مارس 1972.

## وصلات خارجية
- نينا بونير على موقع اتحاد ألعاب الكومنولث (مؤرشف) (الإنجليزية)